# 13e étape du Tour d'Espagne 2013
La 13e étape du Tour d'Espagne 2013 s'est déroulée le vendredi 6 septembre 2013, entre Valls et Castelldefels sur une distance de 169 km.

## Résultats

### Classement de l'étape
| Classement de la 13e étape | Classement de la 13e étape | Classement de la 13e étape | Classement de la 13e étape | Classement de la 13e étape |
|                            | Coureur                    | Pays                       | Équipe                     | Temps                      |
| -------------------------- | -------------------------- | -------------------------- | -------------------------- | -------------------------- |
| 1er                        | Warren Barguil             | France                     | Argos-Shimano              | en 4 h 0 min 13 s          |
| 2e                         | Rinaldo Nocentini          | Italie                     | AG2R La Mondiale           | + 7 s                      |
| 3e                         | Bauke Mollema              | Pays-Bas                   | Belkin                     | + 7 s                      |
| 4e                         | Ivan Santaromita           | Italie                     | BMC Racing                 | + 7 s                      |
| 5e                         | Xabier Zandio              | Espagne                    | Sky                        | + 7 s                      |
| 6e                         | Amets Txurruka             | Espagne                    | Caja Rural-Seguros RGA     | + 7 s                      |
| 7e                         | Michele Scarponi           | Italie                     | Lampre-Merida              | + 7 s                      |
| 8e                         | Egoi Martinez              | Espagne                    | Euskaltel Euskadi          | + 7 s                      |
| 9e                         | Jérôme Coppel              | France                     | Cofidis                    | + 24 s                     |
| 10e                        | Beñat Intxausti            | Espagne                    | Movistar                   | + 2 min 34 s               |
| modifier                   |                            |                            |                            |                            |

### Points attribués
| Sprint intermédiaire des Botigues de Sitges (km 113) | Sprint intermédiaire des Botigues de Sitges (km 113) | Sprint intermédiaire des Botigues de Sitges (km 113) | Sprint intermédiaire des Botigues de Sitges (km 113) | Sprint intermédiaire des Botigues de Sitges (km 113) |
| ---------------------------------------------------- | ---------------------------------------------------- | ---------------------------------------------------- | ---------------------------------------------------- | ---------------------------------------------------- |
|                                                      | Coureur                                              | Pays                                                 | Équipe                                               | Point(s)                                             |
| 1er                                                  | Vasil Kiryienka                                      | Biélorussie                                          | Sky                                                  | 4                                                    |
| 2e                                                   | Amets Txurruka                                       | Espagne                                              | Caja Rural-Seguros RGA                               | 2                                                    |
| 3e                                                   | Gianni Meersman                                      | Belgique                                             | Omega Pharma-Quick Step                              | 1                                                    |
| modifier                                             |                                                      |                                                      |                                                      |                                                      |

| Sprint intermédiaire de Sant Pere de Ribes (km 142,2) | Sprint intermédiaire de Sant Pere de Ribes (km 142,2) | Sprint intermédiaire de Sant Pere de Ribes (km 142,2) | Sprint intermédiaire de Sant Pere de Ribes (km 142,2) | Sprint intermédiaire de Sant Pere de Ribes (km 142,2) |
| ----------------------------------------------------- | ----------------------------------------------------- | ----------------------------------------------------- | ----------------------------------------------------- | ----------------------------------------------------- |
|                                                       | Coureur                                               | Pays                                                  | Équipe                                                | Point(s)                                              |
| 1er                                                   | Michele Scarponi                                      | Italie                                                | Lampre-Merida                                         | 4                                                     |
| 2e                                                    | Rinaldo Nocentini                                     | Italie                                                | AG2R La Mondiale                                      | 2                                                     |
| 3e                                                    | Beñat Intxausti                                       | Espagne                                               | Movistar                                              | 1                                                     |
| modifier                                              |                                                       |                                                       |                                                       |                                                       |

| \| Classement de l'étape \| Classement de l'étape \| Classement de l'étape \| Classement de l'étape \| Classement de l'étape \| \| --------------------- \| --------------------- \| --------------------- \| ---------------------- \| --------------------- \| \| \| Coureur \| Pays \| Équipe \| Point(s) \| \| 1er \| Warren Barguil \| France \| Argos-Shimano \| 25 \| \| 2e \| Rinaldo Nocentini \| Italie \| AG2R La Mondiale \| 20 \| \| 3e \| Bauke Mollema \| Pays-Bas \| Belkin \| 16 \| \| 4e \| Ivan Santaromita \| Italie \| BMC Racing \| 14 \| \| 5e \| Xabier Zandio \| Belgique \| Sky \| 12 \| \| 6e \| Amets Txurruka \| Espagne \| Caja Rural-Seguros RGA \| 10 \| \| 7e \| Michele Scarponi \| Italie \| Lampre-Merida \| 9 \| \| 8e \| Egoi Martinez \| Espagne \| Euskaltel Euskadi \| 8 \| \| 9e \| Jérôme Coppel \| France \| Cofidis \| 7 \| \| 10e \| Beñat Intxausti \| Espagne \| Movistar \| 6 \| \| 11e \| Diego Ulissi \| Italie \| Lampre-Merida \| 5 \| \| 12e \| Philippe Gilbert \| Belgique \| BMC Racing \| 4 \| \| 13e \| Dennis Vanendert \| Belgique \| Lotto-Belisol \| 3 \| \| 14e \| Alejandro Valverde \| Espagne \| Movistar \| 2 \| \| modifier \| \| \| \| \| |                    |          |                        |          |
| Classement de l'étape |                    |          |                        |          |
| | Coureur            | Pays     | Équipe                 | Point(s) |
| 1er | Warren Barguil     | France   | Argos-Shimano          | 25       |
| 2e | Rinaldo Nocentini  | Italie   | AG2R La Mondiale       | 20       |
| 3e | Bauke Mollema      | Pays-Bas | Belkin                 | 16       |
| 4e | Ivan Santaromita   | Italie   | BMC Racing             | 14       |
| 5e | Xabier Zandio      | Belgique | Sky                    | 12       |
| 6e | Amets Txurruka     | Espagne  | Caja Rural-Seguros RGA | 10       |
| 7e | Michele Scarponi   | Italie   | Lampre-Merida          | 9        |
| 8e | Egoi Martinez      | Espagne  | Euskaltel Euskadi      | 8        |
| 9e | Jérôme Coppel      | France   | Cofidis                | 7        |
| 10e | Beñat Intxausti    | Espagne  | Movistar               | 6        |
| 11e | Diego Ulissi       | Italie   | Lampre-Merida          | 5        |
| 12e | Philippe Gilbert   | Belgique | BMC Racing             | 4        |
| 13e | Dennis Vanendert   | Belgique | Lotto-Belisol          | 3        |
| 14e | Alejandro Valverde | Espagne  | Movistar               | 2        |
| modifier |                    |          |                        |          |

### Cols et côtes
| Coll de la Torreta (km 23) 3e catégorie | Coll de la Torreta (km 23) 3e catégorie | Coll de la Torreta (km 23) 3e catégorie | Coll de la Torreta (km 23) 3e catégorie | Coll de la Torreta (km 23) 3e catégorie |
| --------------------------------------- | --------------------------------------- | --------------------------------------- | --------------------------------------- | --------------------------------------- |
|                                         | Coureur                                 | Pays                                    | Équipe                                  | Point(s)                                |
| 1er                                     | Diego Ulissi                            | Italie                                  | Lampre-Merida                           | 3                                       |
| 2e                                      | Nicolas Edet                            | France                                  | Cofidis                                 | 2                                       |
| 3e                                      | Luis León Sánchez                       | Espagne                                 | Belkin                                  | 1                                       |
| modifier                                |                                         |                                         |                                         |                                         |

| Alto del Rat Penat (km 119) 1re catégorie | Alto del Rat Penat (km 119) 1re catégorie | Alto del Rat Penat (km 119) 1re catégorie | Alto del Rat Penat (km 119) 1re catégorie | Alto del Rat Penat (km 119) 1re catégorie |
| ----------------------------------------- | ----------------------------------------- | ----------------------------------------- | ----------------------------------------- | ----------------------------------------- |
|                                           | Coureur                                   | Pays                                      | Équipe                                    | Point(s)                                  |
| 1er                                       | Michele Scarponi                          | Italie                                    | Lampre-Merida                             | 10                                        |
| 2e                                        | Amets Txurruka                            | Espagne                                   | Caja Rural-Seguros RGA                    | 6                                         |
| 3e                                        | Egoi Martínez                             | Espagne                                   | Euskaltel Euskadi                         | 4                                         |
| 4e                                        | Rinaldo Nocentini                         | Italie                                    | AG2R La Mondiale                          | 2                                         |
| 5e                                        | Warren Barguil                            | France                                    | Argos-Shimano                             | 1                                         |
| modifier                                  |                                           |                                           |                                           |                                           |

## Classements à l'issue de l'étape

### Classement général
| Classement général | Classement général | Classement général | Classement général | Classement général |
|                    | Coureur            | Pays               | Équipe             | Temps              |
| ------------------ | ------------------ | ------------------ | ------------------ | ------------------ |
| 1er                | Vincenzo Nibali    | Italie             | Astana             | en 49 h 29 min 2 s |
| 2e                 | Nicolas Roche      | Irlande            | Saxo-Tinkoff       | + 31 s             |
| 3e                 | Alejandro Valverde | Espagne            | Movistar           | + 46 s             |
| 4e                 | Christopher Horner | États-Unis         | RadioShack-Leopard | + 46 s             |
| 5e                 | Joaquim Rodríguez  | Espagne            | Katusha            | + 2 min 33 s       |
| 6e                 | Domenico Pozzovivo | Italie             | AG2R La Mondiale   | + 2 min 44 s       |
| 7e                 | Ivan Basso         | Italie             | Cannondale         | + 2 min 52 s       |
| 8e                 | Thibaut Pinot      | France             | FDJ.fr             | + 3 min 35 s       |
| 9e                 | Rafał Majka        | Pologne            | Saxo-Tinkoff       | + 3 min 46 s       |
| 10e                | Daniel Moreno      | Espagne            | Katusha            | + 3 min 56 s       |
| modifier           |                    |                    |                    |                    |

### Classement par points
| Classement par points | Classement par points | Classement par points | Classement par points | Classement par points |
| --------------------- | --------------------- | --------------------- | --------------------- | --------------------- |
|                       | Coureur               | Pays                  | Équipe                | Point(s)              |
| 1er                   | Daniel Moreno         | Espagne               | Katusha               | 98 points             |
| 2e                    | Alejandro Valverde    | Espagne               | Movistar              | 92 pts                |
| 3e                    | Nicolas Roche         | Irlande               | Saxo-Tinkoff          | 89 pts                |
| modifier              |                       |                       |                       |                       |

### Classement du meilleur grimpeur
| Classement du meilleur grimpeur | Classement du meilleur grimpeur | Classement du meilleur grimpeur | Classement du meilleur grimpeur | Classement du meilleur grimpeur |
| ------------------------------- | ------------------------------- | ------------------------------- | ------------------------------- | ------------------------------- |
|                                 | Coureur                         | Pays                            | Équipe                          | Point(s)                        |
| 1er                             | Christopher Horner              | États-Unis                      | RadioShack-Leopard              | 18 points                       |
| 2e                              | Nicolas Roche                   | Irlande                         | Saxo-Tinkoff                    | 15 pts                          |
| 3e                              | Diego Ulissi                    | Italie                          | Lampre-Merida                   | 13 pts                          |
| modifier                        |                                 |                                 |                                 |                                 |

### Classement du combiné
| Classement du combiné | Classement du combiné | Classement du combiné | Classement du combiné | Classement du combiné |
| --------------------- | --------------------- | --------------------- | --------------------- | --------------------- |
|                       | Coureur               | Pays                  | Équipe                | Point(s)              |
| 1er                   | Nicolas Roche         | Irlande               | Saxo-Tinkoff          | 7 points              |
| 2e                    | Christopher Horner    | États-Unis            | RadioShack-Leopard    | 12 pts                |
| 3e                    | Alejandro Valverde    | Espagne               | Movistar              | 14 pts                |
| modifier              |                       |                       |                       |                       |

### Classement par équipes
| Classement par équipes | Classement par équipes | Classement par équipes | Classement par équipes |
|                        | Équipe                 | Pays                   | Temps                  |
| ---------------------- | ---------------------- | ---------------------- | ---------------------- |
| 1re                    | Astana                 | Kazakhstan             | en 147 h 40 min 2 s    |
| 2e                     | Saxo-Tinkoff           | Danemark               | + 4 s                  |
| 3e                     | Movistar               | Espagne                | + 2 min 29 s           |
| modifier               |                        |                        |                        |

## Abandons
- Stef Clement (Belkin) : abandon
- David de la Cruz (NetApp-Endura) : abandon
- Sebastian Lander (BMC Racing) : non-partant
- Pablo Lastras (Movistar) : abandon
- Laurent Mangel (FDJ.fr) : abandon
- Vicente Reynés (Lotto-Belisol) : non-partant
- Laurens ten Dam (Belkin) : abandon